# Paradonea striatipes
Espèce
Paradonea striatipes est une espèce d'araignées aranéomorphes de la famille des Eresidae.

## Distribution
Cette espèce se rencontre en Namibie et en Afrique du Sud.

## Description
Le mâle holotype mesure 11,5 mm.

## Publication originale
- Lawrence, 1968 : Four new spiders from southern Africa (Araneae). Annals of the Natal Museum, vol. 20, no 1, p. 109-121 (texte intégral).